# Arrieta (Lanzarote)
Arrieta is een dorp aan de noordoostkust van het eiland Lanzarote (Canarische Eilanden, Spanje). Het maakt deel uit van de gemeente Haría en telt ongeveer 1000 inwoners.